# 咸史達斯足球會
咸史達斯足球會（瑞典語：Halmstads Bollklubb，大陸譯作哈爾姆斯塔德，澳門譯作咸史泰斯），是一支位於哈爾姆斯塔德的瑞典足球會。咸史達斯於1914年3月6日成立，贏過四次本土聯賽冠軍，和一次本土杯賽冠軍。即使由於咸史達斯的所在地規模較小，資源不多，但咸史達斯也是一支成功的球會。他們有一個連續教了七年的教練，在瑞典足球超級聯賽角逐。
咸史達斯在1995年開始獲得注目。當年的歐洲杯賽冠軍杯，咸史達斯首回合在舊烏利維球場以3-0擊敗意大利球會帕爾馬，但次會合在帕爾馬市被帕爾馬反勝4-0,結果被淘汰。

## 著名球員
- 阿歷山達臣
- Rutger Backe
- Dusan Djuric
- Tommy Jönsson
- Mats Lilienberg
- 弗雷德里克·永贝里
- Mikael Nilsson
- 羅辛保
- Stefan Selakovic
- 米高·史雲遜

## 成就
- 瑞典足球冠军:
  - 冠軍 (4): 1976, 1979, 1997, 2000

- 瑞典足球超級聯賽:
  - 冠軍  (4): 1976, 1979, 1997, 2000
  - 亞軍  (2): 1954-55, 2004

- 瑞典盃:
  - 冠軍  (1): 1994–95

## 外部連結
- Halmstads BK（页面存档备份，存于） - 官方網站
- Kvastarna - 官方球迷會網站
- Himlen är blå（页面存档备份，存于） - 球迷網站